# U-Bahnhof Pankstraße

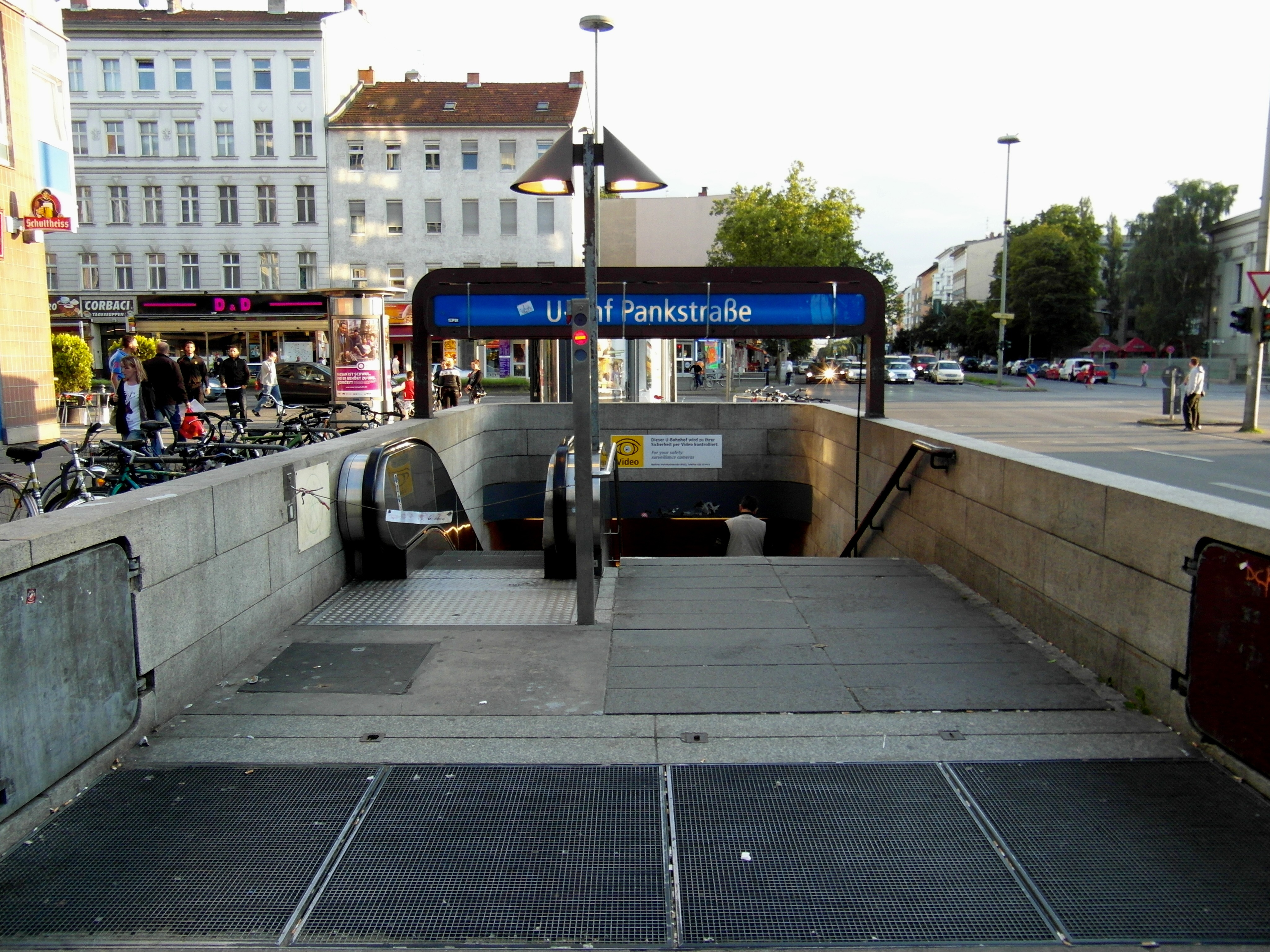
Bahnhofseingang in der Prinzenallee

Der U-Bahnhof Pankstraße ist ein Bahnhof der Linie U8 der Berliner U-Bahn im Ortsteil Gesundbrunnen. Er trägt im Bahnhofsverzeichnis der Berliner Verkehrsbetriebe (BVG) die Bezeichnung Pk. Ein für den Zeitraum 2019–2020 vorgesehener Aufzugseinbau fand bisher nicht statt, der U-Bahnhof ist daher nicht barrierefrei. Für den barrierefreien Zugang soll der Bahnhof bis 2026 eine Aufzugsanlage erhalten.
Die Station besitzt Wandverkleidungen aus braunen Keramikfliesen, die Stützen sind mit Aluminiumblechen verkleidet.
Mit der Verlängerung der U-Bahn-Linie 8 von Gesundbrunnen zur Osloer Straße wurde die Station am 5. Oktober 1977 eröffnet. Baubeginn dieses Abschnitts war im September 1973.

## Besonderheiten

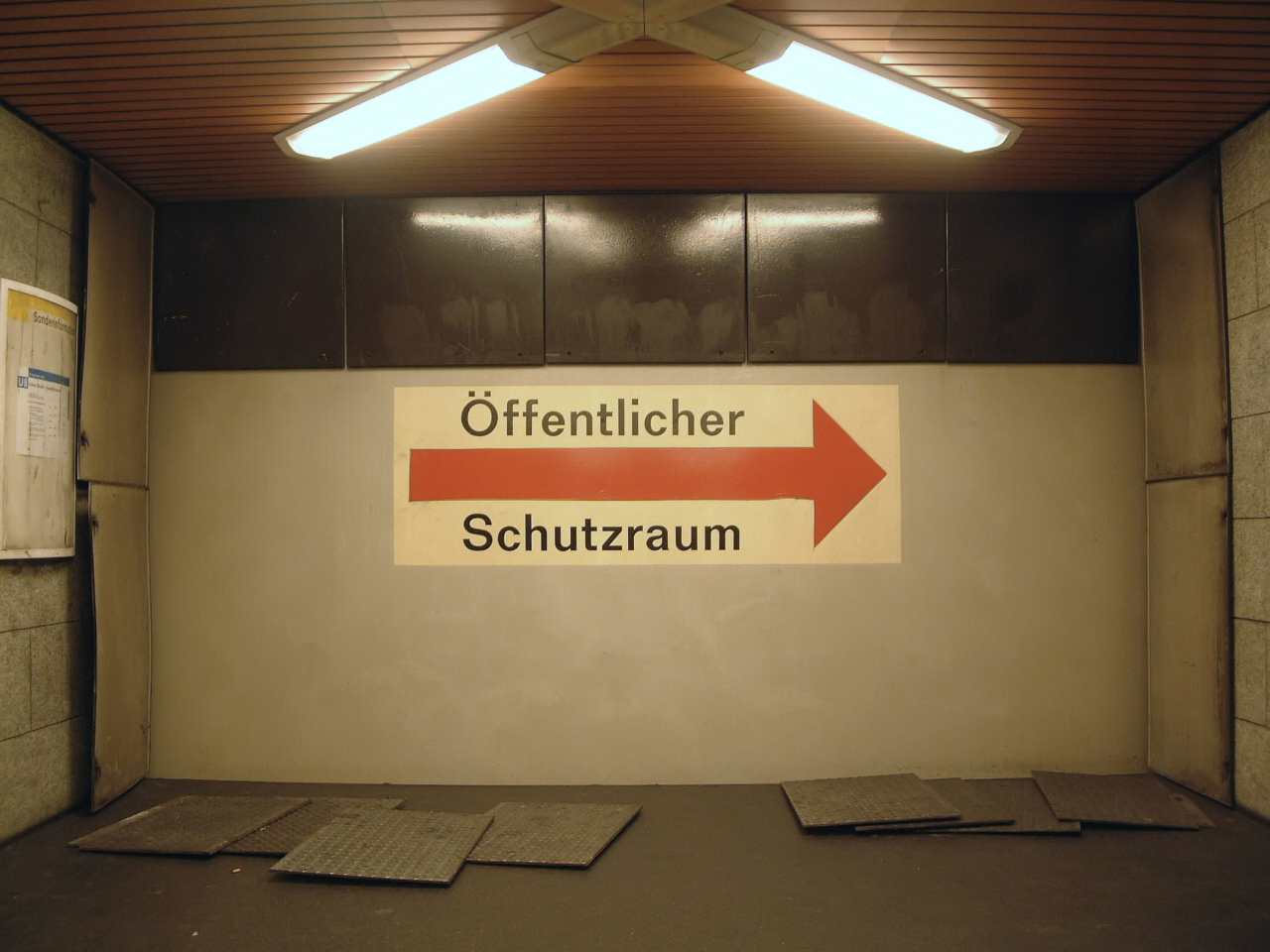
Zugang zum Schutzraum

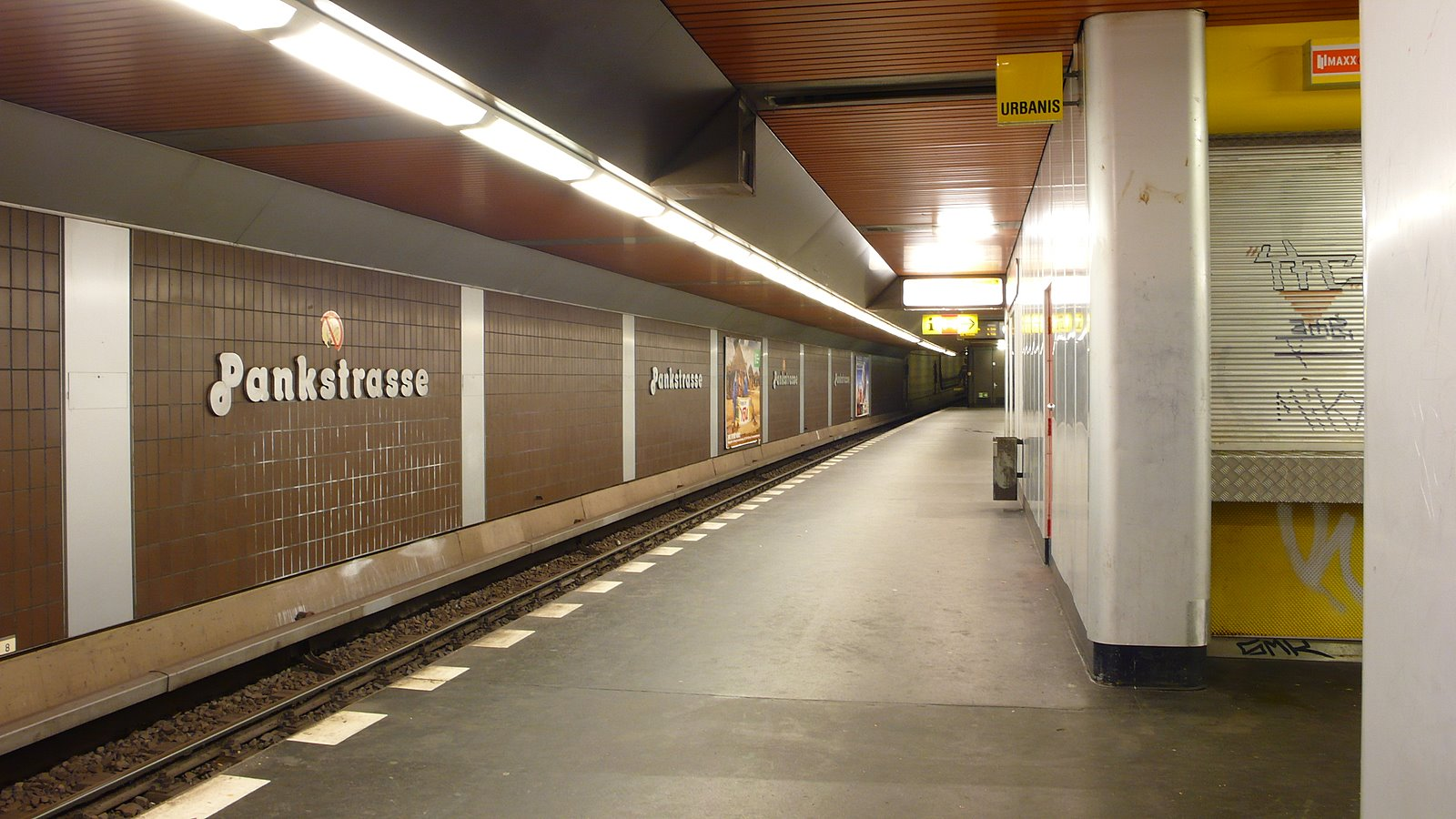
Bahnsteig

Die Station wurde als Mehrzweckanlage gebaut, sodass der Bahnsteig sowie angrenzende Räume auch als Schutzraum in Kriegs- und Katastrophenfällen genutzt werden können. So besitzt die Station beispielsweise Sanitärräume, eine Notküche und eine Frischluftversorgung mit Filtern. Im Notfall können hier 3339 Personen Schutz finden. Die Mehrkosten für den Bau wurden vom Bundesfinanzministerium bezahlt. Die Einrichtungen können im Rahmen geführter Touren, die vom Verein Berliner Unterwelten veranstaltet werden, besichtigt werden. Die Anlage selbst befindet sich im Eigentum der BVG.
Der U-Bahnhof sowie die Zivilschutzanlage stehen seit 2011 unter Denkmalschutz.
Ein kleines Kuriosum ist, dass die Stationsbezeichnung auf den Seitenwänden des Bahnsteigs Pankstrasse lautet, abweichend von der korrekten Schreibweise Pankstraße.

## Anbindung
| Linie | Verlauf |
| ----- | --- |
|       | Wittenau (Wilhelmsruher Damm) – Rathaus Reinickendorf – Karl-Bonhoeffer-Nervenklinik – Lindauer Allee – Paracelsus-Bad – Residenzstraße – Franz-Neumann-Platz (Am Schäfersee) – Osloer Straße – Pankstraße – Gesundbrunnen – Voltastraße – Bernauer Straße – Rosenthaler Platz – Weinmeisterstraße – Alexanderplatz – Jannowitzbrücke – Heinrich-Heine-Straße – Moritzplatz – Kottbusser Tor – Schönleinstraße – Hermannplatz – Boddinstraße – Leinestraße – Hermannstraße |

Am U-Bahnhof bestehen Umsteigemöglichkeiten von der Linie U8 zur Omnibuslinie M27 der BVG.